# Сависсивик
Сависсивик (гренл. Savigsivik, пол.-эск. Havighivik) — поселение в районе Каанаак муниципалитета Каасуитсуп в северной части Гренландии. Это самый южный и наиболее изолированный посёлок в северо-западной части острова. К северу от Сависсивика находятся посёлки Каанаак, Сиорапалук и Кекертат, в первые два из которых можно добраться на вертолёте (рейсы один раз в неделю). Другие способы сообщения, если позволяют погодные условия и состояние морского льда — собачьи упряжки зимой и моторные лодки летом. В отличие от Каанаака, где имеется воздушное сообщение с Илулиссатом, Сависивик редко посещается туристами.
Общее количество жителей в северной Гренландии по состоянию на январь 2020 года оценивается примерно в 767 человек (интенсивная миграция оказывает влияние на это число), из которых 55 были зарегистрированы в Сависсивике. По сравнению с 1990 годом, численность населения сократилась почти вдвое, что связывают с начатой в 2004 году централизацией школьной системы острова (дети получают в посёлке лишь начальное образование, после чего, начиная с 12—13 лет учатся в Каанааке).
Традиционное занятие жителей — охота на нарвала в заливе Мелвилл, который простирается к югу от посёлка. По-гренландски название «Сависсивик» означает «железное место», что указывает на фрагменты метеорита «Мыс Йорк», обнаруженные в этом районе и затем доставленные в Нью-Йорк и Копенгаген.